# Andrzej Poniatowski
Andrzej Poniatowski   (Gmina Sośnie, 16 de juliol de 1735 - Viena, 3 de març de 1773) fou un noble polonès, general i mariscal de camp. Fill de Stanislaw Poniatowski i Constanza Czartoryska . Germà del rei polonès - Stanisław August.

## Família
El 3 de maig de 1761 es casà amb Maria Teresa, comte. Kinsky von Weichnitz und Tettau (1736-1806) amb qui va tenir dos fills:
- Maria Teresa Poniatowska, resident Tyszkiewiczowa (1760-1834)
- Józef Antoni Poniatowski, general polonès, mariscal de França.

## Biografia
Des de la seva joventut, va ser un oficial de l'exèrcit austríac, es destacà durant la Guerra dels Set Anys, fou un inspector d'infanteria. Ajudant de càmara de la cort austríaca des de 1758. Va ser francmason.
En el servei militar, se li va atorgar el màxim rang de vencedor de camp en aquell moment (alemany: Feldzugmeister). El 1764 va tornar al país; va donar suport a la candidatura de Estanislau August, a qui va intentar acostar a Àustria després de les eleccions.
El 1765 van enviar-lo a Viena; després l'emperador li concedí el títol de príncep txec. Com a oficial austríac, no va poder ser un representant formal de la República de Polònia a Viena, però el rei Estanislau August va demanar al canceller Kaunitz que tractés el seu germà com a diputat informal. El príncep Andrzej va ser molt generós amb aquesta nova tasca, que va ser assistit per un diputat sard polonès de Viena, Lodovico Canale i l'enviat britànic David Murray, segon comte de Mansfield .
Al final del segle xviii, com a administrador dels béns reials, va erigir un gran forn de fosa de ferro a la ciutat de Krasna a l'antiga conca polonesa.

## Condecoracions
- Ordre de l'Àliga Blanca (1766)[5]
- Ordre de Sant Estanislau (1765)[5][6]
- Ordre de Sant Miquel (França)[5]
- Cavaller de l'Orde de Maria Teresa (1757, Àustria)
- Comandant de l'Orde de Maria Teresa (1758, Àustria)[7]